# Czyszki (rejon starosamborski)
Czyszki (lub Czyżki; ukr. Чижки) – wieś w rejonie samborskim (wcześniej w rejonie starosamborskim) obwodu lwowskiego Ukrainy. Wieś liczy około 513 mieszkańców. Leży nad rzeką Czyżka. Podlega hruszatyckiej silskiej radzie.
W 1921 liczyły około 1528 mieszkańców. Znajdowały się w powiecie samborskim.

## Ważniejsze obiekty
- Kościół św. Michała Archanioła z 1864 roku należący do parafii św. Michała Archanioła.